# انب
انب (به عربی: انب) یک روستا در سوریه است که در ناحیه محمبل واقع شده‌است. انب ۱٬۰۶۴ نفر جمعیت دارد.